# Psyra
Psyra is een geslacht van vlinders van de familie spanners (Geometridae), uit de onderfamilie Ennominae.

## Soorten
- P. anglifera Walker, 1866
- P. bluethgeni Püngeler, 1903
- P. boarmiata Graeser, 1892
- P. conferta Inoue, 1983
- P. cuneata Walker, 1860
- P. debilis Warren, 1888
- P. massuii Inoue, 1982
- P. moderata Inoue, 1982
- P. rufolinearia Leech, 1897
- P. similaria Moore, 1888
- P. spurcataria Walker, 1862
- P. subcuneata Inoue, 1954
- P. trilineata Moore, 1888